# Grusze zachodnie

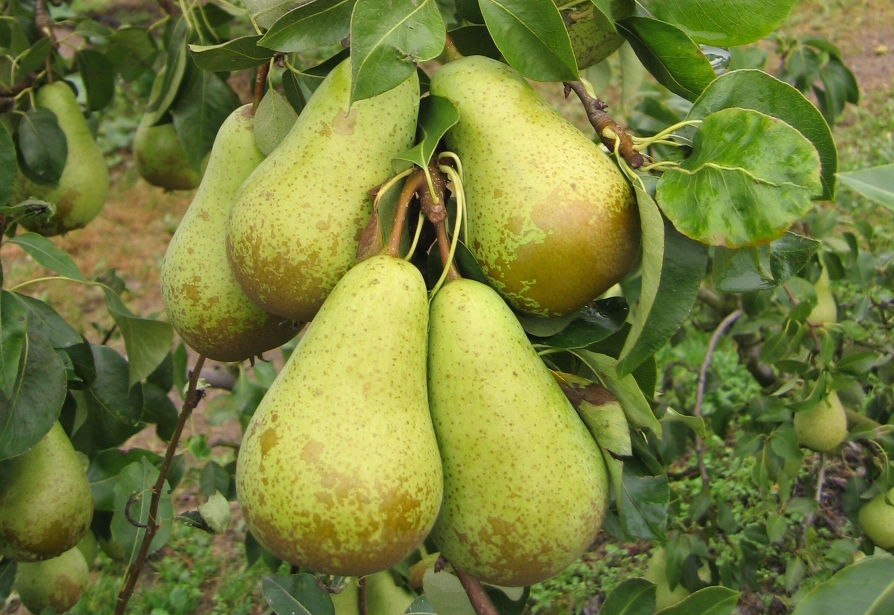
Owoce odmiany Konferencja

Grusze zachodnie, grusze europejskie, grusze zachodnioazjatyckie – grupa odmian uprawnych grusz wyselekcjonowanych głównie z gatunków występujących w Europie. Podstawowym gatunkiem wyjściowym była grusza pospolita (Pyrus communis L.), lecz w hodowli brały udział jeszcze takie gatunki jak: grusza pospolita drzewiasta (Pyrus pyraster L.), grusza śnieżna (Pyrus nivalis Burgusd.), grusza szałwiolistna (Pyrus salvifolia DC.), grusza kaukaska (Pyrus communis subsp. caucasica (Fed.) Browicz), grusza austriacka (Pyrus austriaca A.Kern) i najprawdopodobniej także grusza ussuryjska (Pyrus ussuriensis Max.).

## Morfologia
LiścieLiść jest całobrzegi, karbowany lub piłkowany, najczęściej eliptyczny lub jajowatosercowaty. Prawie zawsze całkowicie nagi i lśniący.
OwoceOdmiany należące do tej grupy mają kształt prawie zawsze gruszkowaty, wydłużony. Kielich jest trwały i pozostaje w zagłębieniu kielichowym. Barwa owoców na ogół jest zielona, żółta a czasem powstaje rumieniec. Szypułki są niezdrewniałe. Zalążnia składa się z 4–6 zalążków (na ogół 5).

## Odmiany uprawiane w Polsce
| Nazwa odmiany      | Autor/Kraj pochodzenia                                    | Pochodzenie                        | Pora dojrzewania | Przydatność          |
| ------------------ | --------------------------------------------------------- | ---------------------------------- | ---------------- | -------------------- |
| Alfa               | J. Bouma, Czechy                                          | siewka Dobra Ludwika               | odmiana letnia   | towarowa i amatorska |
| Faworytka          | T. Clapp, USA                                             | siewka Flamandki                   | odmiana letnia   | towarowa i amatorska |
| Isolda             | Instytut Sad, Pillnitz, Niemcy                            | Julius Guyot x Lipcówka Kolorowa   | odmiana letnia   | amatorska            |
| Lipcówka Kolorowa  | Boisbuenel, Francja                                       | przypadkowa siewka                 | odmiana letnia   | amatorska            |
| Radana             | J. Bouma, Czechy                                          | Dobra Ludwika x Faworytka          | odmiana letnia   | towarowa i amatorska |
| Supertrevoux       | Belgia                                                    | mutant Trewinki                    | odmiana letnia   | towarowa i amatorska |
| Trewinka           | Treyve, Francja                                           | siewka Flamandki                   | odmiana letnia   | amatorska            |
| Bojniczanka        | J.Kleparski, M.Stropek, F.Hnidzik, Polska                 | siewka Komisówki                   | odmiana jesienna | towarowa i amatorska |
| Bratanka           | J.Kleparski, M.Stropek, F.Hnidzik, Polska                 | przypadkowa siewka                 | odmiana jesienna | towarowa i amatorska |
| Bonkreta Williamsa | Stair, Anglia                                             | przypadkowa siewka                 | odmiana jesienna | towarowa i amatorska |
| Bera Boska         | Apremont, Francja                                         | przypadkowa siewka                 | odmiana jesienna | amatorska            |
| Bera Hardy         | N. Bonnet, Francja                                        | przypadkowa siewka                 | odmiana jesienna | amatorska            |
| Carola             | O. Bergental, Szwecja                                     | Johantorp x Komisówka              | odmiana jesienna | towarowa i amatorska |
| Concorde           | East Malling, Anglia                                      | Komisówka x Konferencja            | odmiana jesienna | towarowa i amatorska |
| Dicolor            | J.Bouma, Czechy                                           | Holenicka x Red Bonkreta Williamsa | odmiana jesienna | towarowa i amatorska |
| Dobra Ludwika      | M. Longueval, Francja                                     | przypadkowa siewka                 | odmiana jesienna | amatorska            |
| Highland           | G.Oberle, USA                                             | Bonkreta Williamsa x Komisówka     | odmiana jesienna | towarowa i amatorska |
| Hnidzik            | J.Kleparski, M.Stropek, F.Hnidzik, Polska                 | siewka Komisówki                   | odmiana jesienna | towarowa i amatorska |
| Konferencja        | A. Rivers, Anglia                                         | siewka Leon Leclerc de Laval       | odmiana jesienna | towarowa i amatorska |
| Verdi              | Wageningen, Holandia                                      | Dobra Ludwika x Komisówka          | odmiana jesienna | towarowa             |
| Amfora             | J.Bouma, Czechy                                           | Konferencja x Holenicka            | odmiana zimowa   | towarowa i amatorska |
| Beurre d'Anjou     | Van Mons, Belgia                                          | przypadkowa siewka                 | odmiana zimowa   | towarowa i amatorska |
| Erika              | J. Vondráček, J. Bouma, J. Kloutvor, M. Janečková, Czechy | Bera Boska x President Drouard     | odmiana zimowa   | towarowa i amatorska |
| General Leclerc    | A. Nombloz, Francja                                       | siewka Komisówki                   | odmiana zimowa   | towarowa i amatorska |
| Komisówka          | Związek ogrodniczy Angers Francja                         | przypadkowa siewka                 | odmiana zimowa   | towarowa i amatorska |
| Lukasówka          | A. Lucas, Francja                                         | przypadkowa siewka                 | odmiana zimowa   | towarowa             |
| Triumf Packhama    | Ch. Packham, Australia                                    | Uvedale St. Germain x Komisówka    | odmiana zimowa   | towarowa i amatorska |
| Król Sobieski      | Polska                                                    |                                    | odmiana letnia   | amatorska            |